# خیسن‌لاندن
خیسن‌لاندن (به هلندی: Giessenlanden) یک شهرستان در هلند است که در هلند جنوبی واقع شده‌است. خیسن‌لاندن −۱ متر بالاتر از سطح دریا واقع شده‌است.